# Bonn-Oberkassel
Bonn-Oberkassel – stacja kolejowa w Bonn, w kraju związkowym Nadrenia Północna-Westfalia, w Niemczech. Znajdują się tu 2 perony.